# Chamorro
Pour les articles homonymes, voir Chamorro (homonymie).
Cet article concerne la langue chamorro. Pour le peuple chamorro, voir Chamorros.
Le chamorro ou chamoru (Finu’ Chamorro en chamorro des îles Mariannes du Nord, Fino’ CHamoru en chamoru de Guam) est la langue du peuple autochtone chamorro des îles Mariannes (comprenant l'île de Guam et des îles Mariannes du Nord) dans l'ouest de l'océan Pacifique. Bien que l'anglais et le japonais y soient prépondérants, leurs habitants utilisent toujours le chamorro.
Il y a environ 50 000 locuteurs du chamorro, la plupart vivant sur Guam et les îles Mariannes du Nord. La langue y a statut de langue officielle aux côtés de l'anglais,,.

## Classification
Bien que 50 % de son vocabulaire soit constitué d'emprunts à l'espagnol, il n'y a pas de consensus pour considérer le chamorro comme un créole à base lexicale espagnole. Dans la langue moderne, les numéraux, les prépositions, certaines formes verbales et d'autres règles grammaticales sont d'origine espagnole. C'est pour cela qu'on peut le considérer, d'un point de vue historique, comme une langue mixte même s'il est maintenant une langue indépendante et unique. Dans les faits, aussi, un locuteur de l'espagnol ne comprendra pas une personne qui lui parle en langue chamorro.   
Le chamorro constitue à lui seul un rameau de la branche malayo-polynésienne des langues austronésiennes. Sa grammaire est donc typiquement austronésienne. Par exemple, le mot bumobola (« ballon ») vient de l'espagnol bola mais y sont ajoutés l'infixe -um- et le redoublement de la première syllabe de la base « bola », deux traits caractéristiques des langues austronésiennes.
Les linguistes considèrent que le chamorro est une langue malayo-polynésienne occidentale, au même titre que les langues philippines, et non une langue océanienne.

## Écriture
Un alphabet et une orthographe chamorro, appelé orthographe Marianas, sont adoptés officiellement en 1971. Ceux-ci ne distinguent pas les voyelles /a/ et /æ/.. Une orthographe modifiée, empruntant des caractéristiques de l’orthographe du tagalog, est brièvement adoptée dans la fin des années 1970 avant d’être abandonnée en faveur de l’orthographe précédente.
Dans les années 1990, la Commission de la langue chamorro développe une politique linguistique pour le chamorro à Guam avec un alphabet standardisé. Cet alphabet et l’orthographe actuelle sont largement basés sur l’orthographe Marianas, avec l’addition de la lettre a rond suscrit ‹ å ›. En 2018, les règles d’orthographe sont légèrement modifiées, notamment avec la capitalisation des digrammes, comme dans le mot ‹ CHamoru ›.
Si l’alphabet chamorro est le même dans le commonwealth des Îles Mariannes du Nord et à Guam, l’orthographe diffère sur quelques points entre les deux.
| Capitale  | '  | A | Å | B | Ch | D | E | F |
| Minuscule | '  | a | å | b | ch | d | e | f |
| Capitale  | G  | H | I | K | L  | M | N | Ñ |
| Minuscule | g  | h | i | k | l  | m | n | ñ |
| Capitale  | Ng | O | P | R | S  | T | U | Y |
| Minuscule | ng | o | p | r | s  | t | u | y |

Le « ' » désigne un coup de glotte.
Il faut remarquer que le Y se prononce plus ou moins comme dz, comme en espagnol castillan. Yona se prononce dzo-nya et non yo-na.
Parfois A et Å ne se distinguent guère à l'écrit, comme N et  Ñ. Les documents officiels et les livres pour l'éducation des enfants font très bien la distinction entre ces lettres.
En chamoru de Guam, l’accent aigu est utilisé pour marquer la syllabe portant l’accent tonique lorsque celle-ci n’est pas l’avant-dernière syllabe : dǻngkolo, águaiya, é’ekungok, Abrít, Kumisión, asút.

## Exemples
| Français | Chamorro | Prononciation standard | Tagalog | Malais |
| -------- | -------- | ---------------------- | ------- | ------ |
| terre    | tano     |                        | lupa    |        |
| ciel     | langet   |                        | langit  | langit |
| eau      | hanom    |                        | tubig   |        |
| feu      | guafi    |                        | apoy    | api    |
| homme    | lai      |                        | lalaki  | laki   |
| femme    | palao'an |                        | babae   |        |
| voile    | ladjak   |                        | layag   |        |
| manger   | kanno'   |                        | kain    | makan  |
| boire    | gimen    |                        | inum    | minum  |
| grand    | dankolo  |                        | tangkad |        |
| petit    | dikike'  |                        | maliit  |        |
| nuit     | puengi   |                        | gabi    |        |
| jour     | ha'ani   |                        | araw    | hari   |

- Hafa adai          « Salut »
- Hafa tatmanu hao?  « Comment va ? »
- Hayi na'an-mu?     « Quel est ton nom ? »
- Si Juan yo'       « Je m'appelle Juan »
- Buenas días        « Bonjour »
- Buenas tatdes      « Bonsoir »
- Buenas noches      « Bonne nuit »
- Adios              « Au revoir »
- Asta agupa'        « À demain »
- Si Yu'os ma'ase    « Merci »
- Buen probechu      « De rien »
- Amigo             « Ami »
- Guahan             « Guam »